# 浅田統一郎
浅田 統一郎（あさだ とういちろう、1954年5月15日 - ）は、日本の経済学者、中央大学教授。

## 人物
愛知県生まれ。1977年早稲田大学政治経済学部経済学科卒業、1982年一橋大学大学院経済学研究科博士後期課程単位取得退学。指導教官は荒憲治郎。一橋大学経済学部助手、1983年駒澤大学経済学部専任講師、1987年助教授、1993年中央大学経済学部助教授、1994年教授、2015年中央大学経済研究所長。
1998年「成長と循環のマクロ動学」で中央大学より経済学博士の学位を取得。

## 著書
- 『成長と循環のマクロ動学』日本経済評論社 1997
- 『マクロ経済学基礎講義』中央経済社 1999
- 『ミクロ経済学の基礎』中央経済社 2002

### 共編著
- 『21世紀の経営と経済』坂田幸繁,薮田雅弘共編 中央大学出版部 セブン&アイ・ホールディングス鈴木敏文代表寄付講座シリーズ 2005
- "Time and Space in Economics"　T. Asada, T. Ishikawa editors. Springer, c2007.
- 『経済政策形成の研究 既得観念と経済学の相克』野口旭編 浜田宏一,若田部昌澄,中村宗悦,田中秀臣,松尾匡共著 ナカニシヤ出版 2007
- "Essays in Economic Dynamics : Theory, Simulation Analysis, and Methodological Study" Akio Matsumoto, Ferenc Szidarovszky, Toichiro Asada, editors. Springer, [2016

### 翻訳
- M.カレツキ『資本主義経済の動態理論』間宮陽介共訳 日本経済評論社 ポスト・ケインジアン叢書 1984
- ハイマン・ミンスキー『金融不安定性の経済学――歴史・理論・政策』吉野紀・内田和男共訳、多賀出版、1989年
- W.ゼムラー編『金融不安定性と景気循環』日本経済評論社 ポスト・ケインジアン叢書 2007

## 論文
- 浅田統一郎